# ニコロズ・バラタシビリ
ニコロズ　バラタシビリはグルジアの詩人でした。バラタシビリは彼の初期の死のために、40未満の短い歌詞、1つの拡張された詩、およびいくつかのプライベートレターの比較的小さな文学遺産を残しましたが、それでもジョージ王朝のロマン主義詩の最高点であると考えられています。彼はトビリシで生まれました。 27歳で亡くなりました。